# Vynoření (Hvězdná brána: Atlantida)
Vynoření (část 1 a 2) (v anglickém originále Rising) je úvodní dvoudílná epizoda sci-fi seriálu Hvězdná brána: Atlantida

## Děj

### Část 1
Před několika miliony lety; vidíme dva Antiky, jedním z nich je Ayiana, ze šesté řady Hvězdná brána, 4. epizody V zajetí ledu, ostatní Antikové odcházejí a město Atlantida se zvedá z povrchu Antarktidy, jenom malá budova a Ayiana zůstává.
V současnosti, Dr. Elizabeth Weirová spravuje Antickou základnu na Antarktidě, zatímco ostatní pokračují ve výzkumu. Diskutuje o křesle Antiků s Dr. McKayem a Dr. Carsonem Beckettem. Daniel Jackson je urgentně svolává a informuje, že našel adresu brány na Atlantidě, přesněji osmý symbol, nutný k cestě do jiné galaxie.
Mezitím na základnu přilétá vrtulníkem generál Jack O'Neill s pilotem, majorem Sheppardem. Rodney McKay přemluví dr. Becketta, aby se posadil do antického křesla. Ten se posadí a nechtěně vystřelí na vrtulník antickou střelu řízenou jeho myslí pomocí křesla. Na poslední chvíli se mu podaří střelu zastavit. McKay vysvětluje že na vytočení 8 symbolů je potřeba velké množství energie, to znamená že budou potřebovat ZPM. Jack váhá, ale nakonec souhlasí.
Zatím si major Sheppard prohlíží základnu a dojde ke křeslu. Zjistí se, že má antický gen a že ho používá zcela přirozeně, zatímco ostatní se potřebují silně soustředit. Tento objev mu přinese členství v budoucí expedici na Atlantidu.
Všichni se připravují na odchod a loučí se. Potom dr. Weirová pronese proslov, ve kterém varuje účastníky expedice, že je zde šance, že se už nemusí nikdy vrátit zpět na Zemi. Dává příkaz k vytočení brány. Červí díra se úspěšně vytvoří, a tak vysílají sondu MALP, která zpět posílá údaje o přijatelné atmosféře na druhé straně.
Na druhé straně je velká místnost která se po příchodu rozsvítí. Týmy zajišťují okolí, ale nemají žádný kontakt s Antiky ani s jinou formou života. Není ale pochyb že jsou opravdu na Atlantis. Všichni zkoumají okolí a objevují řídící panely a později i hangár jumperů. Také zjišťují, že celé město je pod vodou. Dr. Beckett objevil hologram který vysvětluje, že Antikové válčili proti nepříteli, který měl převahu a protože prohrávali, tak se rozhodli vrátit na Zemi. Poté Rodney zjistí, že město je napájeno ze třemi ZPM.
Dvě jsou už zcela vyčerpaná a třetí dodělává, a tak vydá Weirová příkaz k zastavení průzkumu a k omezení využívané energie na minimum. Protože to ale nestačí, je vyslán tým na planetu Athos, kde má hledat ZPM nebo případné útočiště. Nacházejí tam civilizaci a seznamují se s jejich vůdkyní Teylou Emmagan, která jim říká o Wraithech.
Teyla si oblíbí majora Shepparda a vezme ho do jeskyní. Tam najde John přívěsek, jenž tam Teyla kdysi ztratila, a vrátí jí ho. Za chvíli se aktivuje brána a proletí jí 3 stíhačky - Wraithové.

### Část 2
Stíhačky „sbírají“ lidi a seberou i plukovníka Sumnera, velitele mise a Teylu. Jednu stíhačku se podaří sestřelit ale ostatní proletí bránou zpět. Na Atlantidě začíná být situace neúnosná, protože městu selhává ochranný energetický štít. Personál dostává rozkaz k evakuaci. Najednou se otevře červí díra a vrací se Sheppardův tým i s přeživšími domorodci. Ve stejné chvíli se ale dává celé město do pohybu. Atlantida se vynoří a expedice i s Athosiany je zachráněna. ZPM je zcela vyčerpáno, ale pro běžný provoz postačí naquadahové generátory.
Poručík Ford si zapamatoval u brány 6 symbolů a major Sheppard chce z nich vytipovat adresu, aby mohl plukovníka Sumnera a ostatní unesené zachránit. Doktorka Weirová nechce dát souhlas k operaci, dokud nebude mít alespoň nějakou šanci na úspěch. Z vytipovaných adres je jen jediná funkční a na ni je vyslána sonda, která zjistí, že zdejší brána obíhá nad planetou. Mise se zdá neuskutečnitelnou, ale Dr. McKay se Sheppardem objeví hangár s malými loděmi, které Sheppard přes McKayův odpor pojmenuje Puddle Jumper, které mohou proletět bránou.
Doktor Beckett mezitím zkoumá ruku jednoho z Wraithů, kterou tým přinesl. Zjistí, že jejich tkáň neobsahuje žádný známý protein, což jí dává schopnost regenerace.
Doktorka Weirová nakonec misi povoluje. Major Sheppard s poručíkem Fordem a dalšími vojáky přistanou na planetě poblíž wraithské lodi a vniknou dovnitř. Na palubě se mezitím vězni probrali a plukovník Sumner je odveden Wraithy k jejich královně. Královna plukovníka nejdříve vyslýchá a potom z něj vysaje životní energii. Plukovník najednou zestárne o desítky let.
Poručík Ford osvobozuje vězně a rozmisťuje na lodi C-4. Major Sheppard, přilákán plukovníkovým křikem, zastřelí nejprve strážce a potom na jeho žádost i umírajícího plukovníka. Major je omráčen dalším Wraithem, ale poručík Ford začne odpalovat výbušniny. Poté, co zabili Wraitha, zjišťují, že probudili několik dalších.
Všem se podaří dostat z lodi a míří k jumperu, jen taktak uniknou zajetí paprskem. Brána je obklíčena wraithskými stíhačkami, které střílí naslepo, aby zasáhly maskovaný jumper. Major Sheppard odmaskuje jumper a odláká stíhačky. Několik stíhaček sestřelí pomocí dronů a aktivuje hvězdnou bránu. Po několika manévrech prolétá bránou na Atlantidu s několika wraithskými stíhačkami v patách. Jakmile Weirová aktivuje energetický štít na hvězdné bráně, Wraithské stíhačky jsou zničeny.
| Seznam epizod | Seznam epizod                       | Seznam epizod                |
| ------------- | ----------------------------------- | ---------------------------- |
| Předchůdce: - | Vynoření (Hvězdná brána: Atlantida) | Nástupce: Hra na schovávanou |